# Bracon marshalli
Bracon marshalli är en stekelart som beskrevs av Szepligeti 1901. Bracon marshalli ingår i släktet Bracon och familjen bracksteklar. Arten är reproducerande i Sverige. Inga underarter finns listade.